# Романтична леди
Романтична леди је 33. епизода стрип серијала Кен Паркер објављена у Лунов магнус стрипу бр. 560. Објавио ју је Дневник из Новог Сада у октобру 1983. године. Имала је 93 стране и коштала 30 динара. Епизоду су нацртао Ђорђо Тревисан, а сценарио написао Ђанкарло Берарди. Насловна страна ЛМС је оригинална Милацова насловница из 1980. године.

## Оригинална епизода
Оригинална епизода објављена је у септембру 1980. године под насловом Milady. Издавач је била италијанска кућа Cepim. Коштала је 600 лира и имала 96 страна.

## Кратак садржај
Радња је смештена у јесен 1876. године. Кен се налази на извору Меслшела (Монтана) у лову на бизоне са групом каубоја. У посету им долази леди Барбара Хантингтон Скот, новинарка из Велике Британије, која пише за Тајмс. Она тражи од Кена да је одведе у Канаду да би направила интервју са Биком који седи. За опрему је спремна да ловцима плати $800, а Кену читавих $1.000.
Путем, Кен поново среће Мандана (ЛМС-301, ЛМС-520), који их одводи до Бика који седи. Интервју, међутим, није успео да се реализује услед напада америчких војника. Кен и Барбара успевају да побегну, након чега Кен признаје Барбари да јој ни један мушкарац не би одолео.

## Однос према убијању животиња
Ово је епизода у којој Кен најјасније образлаже свој принципијани став да је животиње дозвољено убијати само зарад преживљавања људи. Када један од каубоја убија женку бизона која је имала младунче, Кен снажно протествује и подсећа групу да је договор био да се убијају искључиво старији мужјаци. Када му каубој каже да су бизони ”глупе животиње, које не заслужују да живе,” Кен му одговара: ”Исто би се могло рећи и за многе људе, али то није разлог да их убијамо.” Кен одлучно брани овај принцип да је спреман чак и да се потуче због њега.
Мало касније, Кен даје шире објашњење принципа убијања животиња. Пошто Кен оправдава убиство животиња из нужде, Барбара га пита шта ће се десити када све животиње скупоценог крза буду изумрле. Кен одговара да ће људи онда морати да пређу на другу врсту животиња. Ипак, он се нада да ће увек бити довољно животиња докле год људи поштују принципу да не убијају превише: ”Онај који лови професионално нема рачуна да мења природну равнотежу. Велики масакри су увек дело оних који убијају без потребе, из чисте случајности.”